# Hermann Herz (Bankier)
Hermann Herz (* 12. Juli 1870 in Weilburg; † 27. Januar 1916 in Gießen) war ein deutscher Bankier und Abgeordneter des Provinziallandtages der Provinz Hessen-Nassau.

## Leben
Hermann Herz war der Sohn jüdischer Eltern. Sein Vater war der Bankier Gustav Herz (1839–1902), seine Mutter Rosa Salomony (* 1847). Er wurde wie sein Vater Bankier und Teilhaber der  Handelsgesellschaft Hermann Herz, die sein Großvater in Weilburg gegründet hatte. Diese Firma betrieb von 1876 an das Schieferbergwerk Morgenstern in Oberbrechen. Er war der bevorzugte Erzhändler (Bergwerksprodukte en gros) für den Vertrieb der Buderus'schen Erze. Langjährig besorgte er auch den Bankverkehr mit den nassauischen Gruben der Sozietät J. W. Buderus.

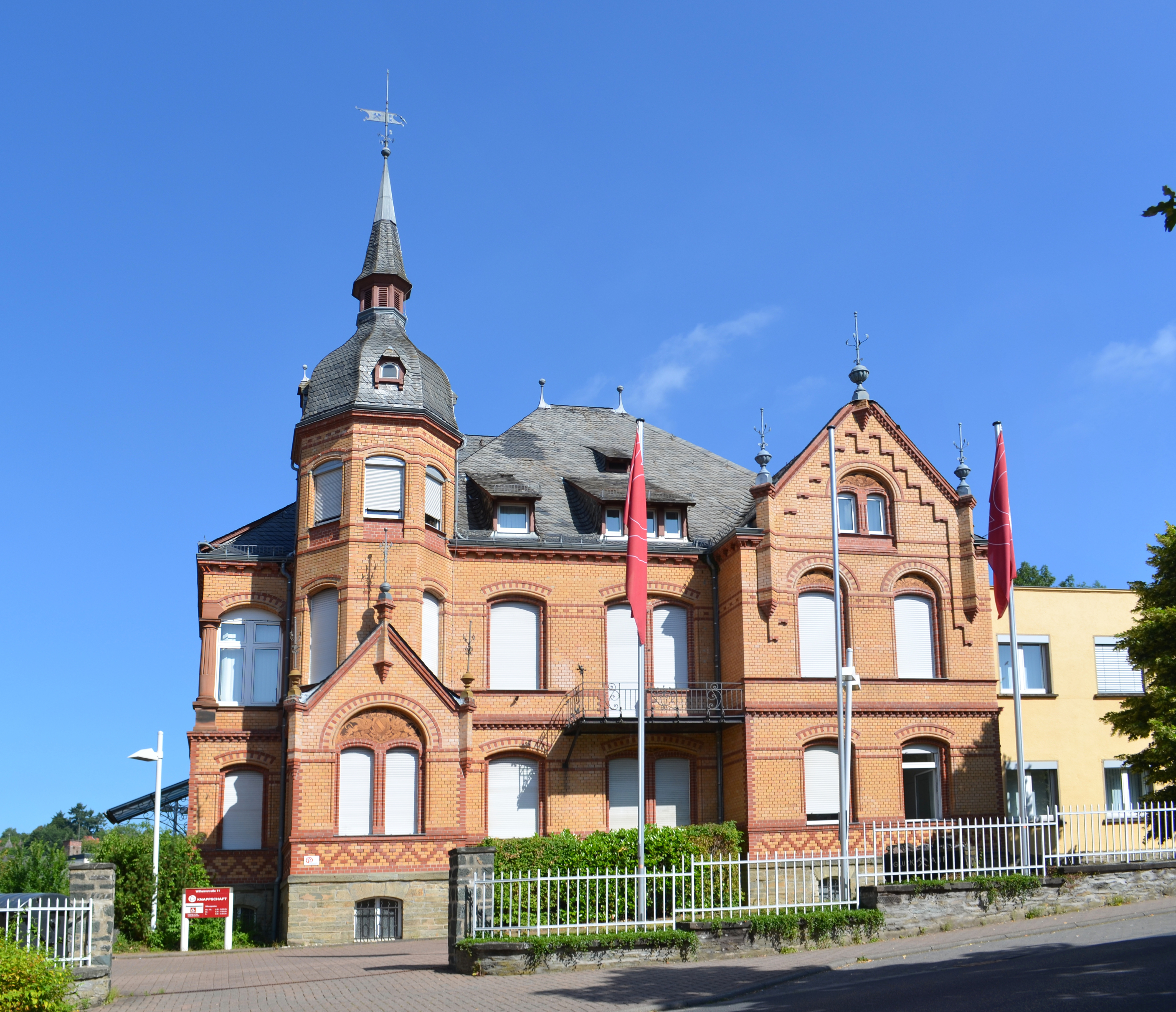
Ehemalige Hermann-Herzsche-Bergverwaltung/Bankhaus, errichtet um 1900, Weilburg, Wilhelmstraße 11

Neben seiner unternehmerischen Tätigkeit bekleidete er das Amt des Hofrats am Fürstenhof Solms-Braunfels.
Er heiratete am 25. Januar 1898 in Weilburg  Dora Kettel (geboren in Schmalkalden am 28. November 1872, gestorben in Weilburg am 30. März 1962), Tochter des Franz Kettel (1839–1896), Geometers, Steuerinspektors zu Schmalkalden, Hofgeismar und Weilburg. Mit ihr bekam er vier Kinder.
Von 1901 an war er Stadtverordneter in Weilburg und von 1904 an Mitglied der IHK Limburg.
In den Jahren von 1911 bis 1915 hatte er ein Mandat für den Nassauischen Kommunallandtag des preußischen Regierungsbezirks Wiesbaden bzw. für den Provinziallandtag der Provinz Hessen-Nassau.
Herz gehörte den Freimaurern an. Auch war er (inaktives) Mitglied der Weilburger Bürgergarde.
Er starb nach längerer Krankheit in einem Gießener Krankenhaus und wurde in seinem Heimatort Weilburg bestattet.

## Auszeichnungen
- 1911 Roter Adlerorden IV. Klasse[7]